# 1. Bundesliga 1977-78
La Fußball-Bundesliga 1977/78 fue la 15.ª temporada de la Bundesliga, liga de fútbol de primer nivel de Alemania Federal, en donde el gran histórico F. C. Colonia conquistó su segunda Bundesliga y tercer campeonato de primera división. Comenzó el 6 de agosto de 1977 y finalizó el 29 de abril de 1978.

## Equipos participantes
| Equipo                   | Ciudad             | Estadio               | Capacidad |
| ------------------------ | ------------------ | --------------------- | --------- |
| TSV 1860 Múnich          | Múnich             | Olympiastadion Múnich | 80.000    |
| Bayern de Múnich         | Múnich             | Olympiastadion Múnich | 80.000    |
| VfL Bochum               | Bochum             | Ruhrstadion           | 40.000    |
| Borussia Dortmund        | Dortmund           | Westfalenstadion      | 54.000    |
| Borussia Mönchengladbach | Mönchengladbach    | Bökelbergstadion      | 34.500    |
| FC Colonia               | Colonia            | Müngersdorf Stadion   | 61.000    |
| MSV Duisburgo            | Duisburgo          | Wedaustadion          | 38.500    |
| Eintracht Braunschweig   | Brunswick          | Eintracht-Stadion     | 38.000    |
| Eintracht Frankfurt      | Frankfurt del Main | Waldstadion           | 87.000    |
| Fortuna Düsseldorf       | Düsseldorf         | Rheinstadion          | 59.600    |
| Hamburgo SV              | Hamburgo           | Volksparkstadion      | 80.000    |
| Hertha Berlín            | Berlín             | Olympiastadion Berlín | 100.000   |
| 1. FC Kaiserslautern     | Kaiserslautern     | Stadion Betzenberg    | 42.000    |
| Karlsruher SC            | Karlsruhe          | Wildparkstadion       | 50.000    |
| Rot-Weiss Essen          | Essen              | Georg-Melches-Stadion | 40.000    |
| FC Saarbrücken           | Sarrebruck         | Ludwigsparkstadion    | 40.000    |
| FC Schalke 04            | Gelsenkirchen      | Parkstadion           | 70.000    |
| FC St. Pauli             | Hamburgo           | Wilhelm-Koch-Stadion  | 32.000    |
| VfB Stuttgart            | Stuttgart          | Neckarstadion         | 72.000    |
| Tennis Borussia Berlín   | Berlín             | Olympiastadion Berlín | 100.000   |
| Werder Bremen            | Bremen             | Weserstadion          | 32.000    |

### Relevos
| Pos  | Descendidos de 1. Bundesliga |
| ---- | ---------------------------- |
| 16.º | Karlsruher SC                |
| 17.º | Tennis Borussia Berlín       |
| 18.º | Rot-Weiß Essen               |

| Pos       | Ascendidos de 2. Bundesliga |
| --------- | --------------------------- |
| 1.º Norte | FC St. Pauli                |
| 1.º Sur   | VfB Stuttgart               |
| 2.º Sur   | TSV 1860 Múnich             |

## Clasificación
| Pos. | Equipo                   | Pts. | PJ | G  | E  | P  | GF | GC | Dif. | Clasificación                                |
| ---- | ------------------------ | ---- | -- | -- | -- | -- | -- | -- | ---- | -------------------------------------------- |
| 1    | FC Colonia (C)           | 48   | 34 | 22 | 4  | 8  | 86 | 41 | +45  | Clasificado a la Copa de Campeones de Europa |
| 2    | Borussia Mönchengladbach | 48   | 34 | 20 | 8  | 6  | 86 | 44 | +42  | Clasificado a la Copa de la UEFA             |
| 3    | Hertha Berlín            | 40   | 34 | 15 | 10 | 9  | 59 | 48 | +11  | Clasificado a la Copa de la UEFA             |
| 4    | VfB Stuttgart            | 39   | 34 | 17 | 5  | 12 | 58 | 40 | +18  | Clasificado a la Copa de la UEFA             |
| 5    | Fortuna Düsseldorf       | 39   | 34 | 15 | 9  | 10 | 49 | 36 | +13  | Clasificado a la Recopa de Europa            |
| 6    | MSV Duisburgo            | 37   | 34 | 15 | 7  | 12 | 62 | 59 | +3   | Clasificado a la Copa de la UEFA             |
| 7    | Eintracht Frankfurt      | 36   | 34 | 16 | 4  | 14 | 59 | 52 | +7   |                                              |
| 8    | 1. FC Kaiserslautern     | 36   | 34 | 16 | 4  | 14 | 64 | 63 | +1   |                                              |
| 9    | FC Schalke 04            | 34   | 34 | 14 | 6  | 14 | 47 | 52 | −5   |                                              |
| 10   | Hamburgo SV              | 34   | 34 | 14 | 6  | 14 | 61 | 67 | −6   |                                              |
| 11   | Borussia Dortmund        | 33   | 34 | 14 | 5  | 15 | 57 | 71 | −14  |                                              |
| 12   | Bayern de Múnich         | 32   | 34 | 11 | 10 | 13 | 62 | 64 | −2   |                                              |
| 13   | Eintracht Braunschweig   | 32   | 34 | 14 | 4  | 16 | 43 | 53 | −10  |                                              |
| 14   | VfL Bochum               | 31   | 34 | 11 | 9  | 14 | 49 | 51 | −2   |                                              |
| 15   | Werder Bremen            | 31   | 34 | 13 | 5  | 16 | 48 | 57 | −9   |                                              |
| 16   | TSV 1860 Múnich (D)      | 22   | 34 | 7  | 8  | 19 | 41 | 60 | −19  | Descenso a la 2. Bundesliga                  |
| 17   | FC Saarbrücken (D)       | 22   | 34 | 6  | 10 | 18 | 39 | 70 | −31  | Descenso a la 2. Bundesliga                  |
| 18   | FC St. Pauli (D)         | 18   | 34 | 6  | 6  | 22 | 44 | 86 | −42  | Descenso a la 2. Bundesliga                  |

 Fuente: BDFutbol
Notas:
1. 1 2  Como el Colonia también ganó la Copa de Alemania, el subcampeón de la Copa, Fortuna Düsseldorf, se clasificó para la Recopa de Europa y su lugar original de Copa de la UEFA fue cedido al MSV Duisburgo.

| Bandera de Alemania       |
| Campeón Colonia 3° título |

## Resultados
| Local \ Visitante        | MUN | BAY | BOC | BOD  | BOM | COL | DUI | EBR | EFR | FOR | HAM | HER | KAI | SAR | SCH | STP | STU | WER |
| ------------------------ | --- | --- | --- | ---- | --- | --- | --- | --- | --- | --- | --- | --- | --- | --- | --- | --- | --- | --- |
| TSV 1860 Múnich          | —   | 1–1 | 2–0 | 0–2  | 1–1 | 1–3 | 4–0 | 1–0 | 2–4 | 0–1 | 2–2 | 2–3 | 2–2 | 2–0 | 0–0 | 4–1 | 1–2 | 0–0 |
| Bayern de Múnich         | 1–3 | —   | 1–1 | 3–0  | 1–1 | 0–3 | 3–2 | 3–2 | 2–1 | 0–0 | 2–0 | 0–2 | 4–2 | 7–1 | 7–1 | 4–2 | 2–0 | 3–1 |
| VfL Bochum               | 2–0 | 2–1 | —   | 1–0  | 0–0 | 0–0 | 1–2 | 1–1 | 0–1 | 2–1 | 2–1 | 5–0 | 0–1 | 4–2 | 1–1 | 4–0 | 1–0 | 2–0 |
| Borussia Dortmund        | 1–3 | 1–1 | 5–3 | —    | 3–3 | 1–2 | 2–1 | 2–0 | 0–2 | 1–2 | 2–1 | 1–1 | 4–0 | 2–1 | 2–1 | 1–1 | 4–1 | 4–1 |
| Borussia Mönchengladbach | 2–1 | 2–0 | 2–2 | 12–0 | —   | 2–5 | 1–3 | 3–1 | 2–0 | 3–2 | 2–1 | 2–1 | 2–2 | 6–1 | 2–1 | 2–1 | 3–1 | 4–0 |
| FC Colonia               | 6–2 | 2–0 | 2–1 | 4–1  | 1–1 | —   | 5–2 | 6–0 | 0–1 | 1–0 | 6–1 | 3–1 | 4–1 | 3–1 | 2–4 | 4–1 | 2–1 | 7–2 |
| MSV Duisburgo            | 1–1 | 6–3 | 0–0 | 1–2  | 1–1 | 1–2 | —   | 3–1 | 3–0 | 0–0 | 5–2 | 2–1 | 3–2 | 5–0 | 1–0 | 4–3 | 2–1 | 2–0 |
| Eintracht Braunschweig   | 2–1 | 1–1 | 3–1 | 0–1  | 0–6 | 1–0 | 1–0 | —   | 1–1 | 2–0 | 4–0 | 1–1 | 3–1 | 3–0 | 3–1 | 2–0 | 3–1 | 2–0 |
| Eintracht Frankfurt      | 1–0 | 4–0 | 5–3 | 2–1  | 4–2 | 2–2 | 3–1 | 2–0 | —   | 4–0 | 0–2 | 0–5 | 1–3 | 4–0 | 3–0 | 5–2 | 2–0 | 0–2 |
| Fortuna Düsseldorf       | 2–0 | 4–2 | 1–1 | 1–0  | 1–3 | 5–1 | 0–0 | 2–0 | 2–1 | —   | 3–1 | 0–0 | 4–1 | 2–1 | 1–1 | 3–1 | 1–0 | 2–0 |
| Hamburgo SV              | 3–0 | 2–2 | 3–1 | 4–1  | 2–6 | 1–0 | 4–1 | 4–2 | 0–0 | 0–3 | —   | 2–2 | 3–1 | 1–2 | 2–0 | 0–2 | 2–0 | 1–1 |
| Hertha Berlín            | 4–1 | 3–1 | 4–3 | 3–1  | 2–1 | 1–1 | 2–2 | 1–0 | 2–0 | 0–0 | 3–2 | —   | 2–1 | 1–1 | 2–1 | 5–0 | 1–1 | 2–0 |
| 1. FC Kaiserslautern     | 1–0 | 5–0 | 4–1 | 4–0  | 0–3 | 0–2 | 6–1 | 2–1 | 2–0 | 3–2 | 3–0 | 2–0 | —   | 2–1 | 0–0 | 2–1 | 0–4 | 2–1 |
| FC Saarbrücken           | 1–1 | 2–1 | 0–1 | 2–2  | 0–1 | 1–0 | 1–2 | 0–1 | 0–0 | 1–1 | 3–5 | 2–2 | 2–3 | —   | 2–1 | 4–0 | 1–1 | 1–1 |
| FC Schalke 04            | 2–1 | 3–2 | 3–1 | 0–2  | 1–2 | 2–0 | 0–1 | 1–0 | 3–2 | 1–0 | 2–2 | 2–0 | 3–0 | 2–0 | —   | 4–1 | 3–1 | 1–0 |
| FC St. Pauli             | 4–1 | 0–0 | 1–1 | 3–6  | 0–1 | 0–5 | 2–2 | 0–1 | 5–3 | 2–1 | 2–3 | 3–0 | 0–3 | 1–3 | 1–1 | —   | 1–1 | 3–1 |
| VfB Stuttgart            | 3–1 | 3–3 | 3–1 | 4–1  | 2–0 | 3–0 | 1–0 | 5–0 | 2–1 | 1–1 | 1–2 | 1–0 | 3–0 | 1–0 | 6–1 | 1–0 | —   | 2–0 |
| Werder Bremen            | 2–0 | 1–1 | 1–0 | 3–1  | 3–2 | 0–2 | 4–2 | 2–1 | 3–0 | 2–1 | 1–2 | 4–2 | 5–3 | 1–1 | 2–0 | 4–0 | 0–1 | —   |

## Máximos goleadores
| Jugador             | Equipo                   | Goles |
| ------------------- | ------------------------ | ----- |
| Dieter Müller       | Colonia                  | 24    |
| Gerd Müller         | Bayern Múnich            | 24    |
| Klaus Toppmöller    | Kaiserslautern           | 21    |
| Manfred Burgsmüller | Borussia Dortmund        | 20    |
| Klaus Fischer       | Schalke 04               | 20    |
| Jupp Heynckes       | Borussia Mönchengladbach | 18    |
| Karl-Heinz Granitza | Hertha Berlín            | 17    |
| Allan Simonsen      | Borussia Mönchengladbach | 17    |
| Franz Gerber        | St. Pauli                | 16    |
| Rudolf Seliger      | Duisburgo                | 16    |